# Mizuchi

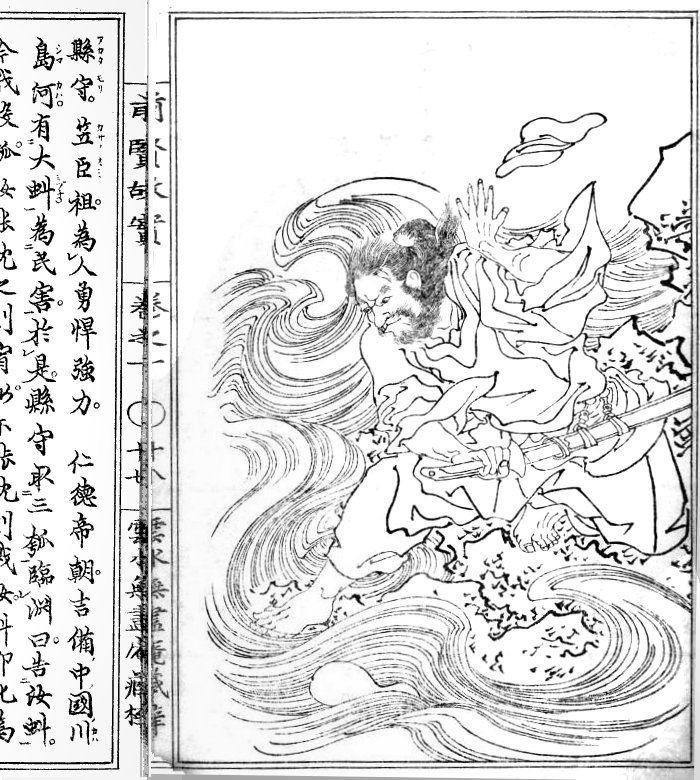
Agatamori se battant contre un mizuchi dans une rivière. Issue du Zenken Kojitsu (1878)

Les Mizuchi 蛟 sont un type de dragon oriental, ou parfois des créatures légendaires serpentiformes. Ils sont souvent liés à l’eau et peuvent habiter dans des milieux aquatiques. Plusieurs spécialistes les ont décrits comme étant des divinités des eaux. Ils ont été décrits dans les Chroniques du Japon Nihon Shoki ainsi que dans certains poèmes du Man'yōshū.
Le terme Mizuchi est la lecture japonaise de plusieurs types de dragons orientaux, notamment le jiaolong (蛟; kōryū) « dragon aux quatre pattes », le qiulong (en) (虬; kyūryū) « dragon sans cornes » ou encore le chilong (螭; chiryū) « dragon jaune ».
Daniels (1960:157) releva que les divinités serpentiformes japonaises qui avaient pour capacité de contrôler la pluie étaient parfois appelées « dragons ». Toutefois, il affirma qu’il serait imprudent de décrire les formes des « okami » et des « mizuchi » comme étant les mêmes que celles des créatures chinoises qui leur sont associées.

## Premières références
Les Chroniques du Japon Nihon Shoki font référence aux mizuchi. Pendant la 67e année de règne de l’empereur Nintoku (en 379), il est raconté que dans la province de Kibi, à la diffluence du fleuve Kawashima (川嶋河, l’ancien nom du fleuve Takahashi dans la préfecture d’Okayama), habitait un grand serpent ou un grand dragon (大虬) qui expirait ou crachait son venin, empoisonnant et tuant de nombreux passants.
Ce « mizuchi » aurait été tué par un homme appelé Agatamori (県守), un ancêtre du clan Kasa-no-omi (笠臣). Il s’approcha de la rivière et jeta trois calebasses qui flottèrent à la surface de l’eau, il mit alors la créature au défi de faire couler les gourdes, le menaçant de le tuer s’il échouait. La créature se transforma en cerf et tenta sans succès de les faire couler. C’est ainsi que l’homme tua la créature. Il est également raconté dans les Chroniques que « l’homme chercha par la suite les congénères de la créature. Les « dragons d’eau » se réfugièrent dans une grotte au fond de la rivière, avant que l’homme ne les rattrape et les tue tous. L’eau de la rivière se transforma en sang. Par la suite, la rivière fut nommée Agatamori » (Aston 1896: 1, 299; orig. JHTI 2002).
Un dieu de la rivière ayant été vu durant la 11e année du règne de Nintoku (an 323) est également considéré par les spécialistes comme étant un mizuchi, notamment de par la similarité de son apparition avec les autres histoires. Cette année-là, des brèches ne cessaient d’apparaître sur les digues de Mamuta (茨田堤) le long de la rivière Yodo. L’empereur, guidé par un rêve oraculaire, ordonna que deux hommes, Kowa-kubi de la province de Musashi et Koromo-no-ko de la province de Kawachi, soient sacrifiés au dieu de la rivière Kawa-no-kami (河伯). L’un des deux hommes résista au sacrifice et mit au défi le dieu de la rivière de faire couler la calebasse qui flottait à la surface de l’eau afin de savoir si son sacrifice provenait d’une volonté divine ou non. Le dieu tenta de la faire couler avec un tourbillon mais échoua. Ainsi, l’homme échappa à la mort. Même si le dieu de la rivière n’est pas appelé « mizuchi » dans la source de ce récit, Aston affirme qu’ils sont équivalents (Aston 1905: 1, 150–151).
De Visser (1913:139) conclut : « Ce passage nous apprend que dans les temps anciens, des sacrifices humains étaient faits aux dieux des rivières ressemblant à des dragons. » Foster (1998:1) suggère qu’il s’agirait « peut-être de la première occurrence de l‘esprit de l’eau, aujourd’hui plus connu sous le nom de kappa. » Dans la mythologie japonaise, le « kappa » est décrit comme étant un diablotin d’eau qui peut être malicieux, à la différence des dragons mortels cités ci-dessus. Toutefois, le « kappa » peut avoir un caractère sinistre, il arriverait qu’il s’introduise dans le corps des humains pour voler leur foie ou leur « Shirikodama (尻子玉) » (voir les #Noms de kappa ci-dessous).
Un autre mizuchi est mentionné dans le Man'yōshū, première anthologie de poésie japonaise, avec le tanka composé par Prince Sakaibe (境部王) : « Oh si seulement je pouvais monter un tigre pour bondir sur la vieille cabane, aller à la rivière verdie et capturer le mizuchi, avec une épée » (Man'yōshū, Livre 16; Yoshimoto 1998).

## Études folkloriques sur le mizuchi
Dans le prologue de son étude nommée Jūnishi kō: mi (hebi)|『十二支考・蛇』| « Étude des douze animaux du zodiaque chinois: le serpent », Minakata Kumagusu affirme que « même dans [son] pays (le Japon), les nombreux serpents effrayants liés à l’eau auraient été appelés « mizuchi », ou « maîtres de l’eau » » (Minakata 1917). Selon lui, le suffixe « -chi » dans « mizuchi » signifierait « nushi » ou « den-maître des lacs », cependant l’historien Motoori Norinaga a par la suite affirmé que « -chi » était une particule honorifique (Minakata 1916).
Afin de préciser son propos, Motoori (Kojiki-den, 1822) a ajouté que la racine du suffixe « -chi » était un tatae-na (讃え名, « nom de vénération ») et que l’on peut le retrouver dans le nom du grand serpent Yamata-no-Orochi ainsi que dans le nom des victimes de ce même serpent, à savoir Ashinazuchi et Tenazuchi (ja) (アシナヅチ・テナヅチ).
Minakata pensait également que « tsuchi » et « chi » auraient pu signifier « serpent » au regard du nom d’un serpent japonais appelé yamakagachi (Rhabdophis tigrinus) (Minakata 1916, « Dragon »). Le célèbre folkloriste et connaissance de Minakata, Kunio Yanagita pensait que le mot « tsuchi » signifiait « esprit » (Minakata 1916 et Yanagita 2004, 32;573)

### Noms de kappa
Minakata a relevé des variantes du mot « mizuchi » dans les dialectes locaux, comme « mizushi » (préfecture d’Ishikawa), medochi (préfecture d’Iwate), mintsuchi (Hokkaidō). Asakawa Zenan (Essai, vol. 1, 1850) mentionne le mot medochi (préfecture d’Ehime) et le mot mizushi (préfecture de Fukui). Cependant, ces mots se sont révélés comme étant des noms locaux pour le kappa. Minakata relève cependant que la légende du kappa vient de contes sur le « nushi » (den-maîtres de l’eau) qui se transformait en humain pour faire du mal à ces derniers. Ces origines ont été toutefois oubliées. Les folkloristes tels que Yanagita et Junichiro Ishikawa partagent cette opinion.
Minakata a également réuni un certain nombre de connaissances sur les traditions locales partout au Japon concernant les serpents aquatiques capables de tuer les humains. Il a réussi à établir un lien entre ces serpents et la légende du kappa, qui a la réputation d’extraire le « shirikodama » ou l’organe fabuleux appartenant à leurs victimes par l’anus. Ce lien semble être en accord avec sa vision du mot « mizuchi », au départ associé aux serpents aquatiques et par la suite associé au kappa.

## Mizuchi, synonyme des noms de dragon chinois
Jusqu’à la période d’Edo, les experts japonais se sont reposés sur les textes encyclopédiques classiques chinois et sur les traités d’histoire naturelle. L’une des références largement citées est le Honzō Kōmoku ou Bencao gangmu (本草綱目) en chinois, le recueil de médecine chinoise considéré comme le plus complet. Il fait référence aux « dragon jialong » :
蛟龍【釋名】時珍曰︰按︰任 《述異記》雲︰蛟乃龍屬龍；有翼，曰應龍；有角，曰虯龍；無角，曰螭龍也。(Li Shizhen, Chapitre : Écailles (partie 1))
Li Shizhen : Le livre Shuyi Ji de Ren Fang : Le Jiao est un type de dragon. Lorsque ses sourcils se croisent, il est appelé Jailong (Jiao ≅ rencontré). Le Jialong a des écailles. L’espèce ayant des ailes est appelée Yinglong. L’espèce ayant des cornes est appelée Qiulong et l’espèce n’en ayant pas est appelée Chilong ... (tr. Luo Xiwen (2003), p.3508)
Lorsque ce texte est lu en japonais en usant du Kanbun, on peut lire « Le mizuchi est un type de dragon… » En effet, le caractère 蛟 (jiao) peut être lu « mizuchi » lorsqu’on le lit en « kun’yomi », la lecture japonaise des kanjis.
D’autres noms de dragon chinois comme qiulong (en) (虬 ou 虯; japonais: kyū; pinyin: qiú) et chilong (螭; japonais: chi; pinyin: chī) peuvent être lu « mizuchi » en japonais.

## Dans la culture populaire
(véhicules et navires)
- Kōryū (sous-marin) (ja)  (japonais : 蛟龍), (synonyme de mizuchi), un ancien sous-marin de la marine japonaise.
- Jiaolong (chinois : 蛟龙号), un sous-marin chinois.

(romans)
- Mizuchi『水霊 ミズチ』, un roman d’horreur écrit par Hirohumi Tanaka (ja) (japonais : 田中啓文) en 1998, et son adaptation cinématographique de 2006 réalisé par Kiyoshi Yamamoto (ja) (japonais : 山本清史) et nommé « Mizuchi ».
- Sohryuden: Legend of the Dragon Kings (en) (roman) – Dans ce dernier, un homme est nommé Mizuchi (水池).

(manga, anime)
- Eight Clouds Rising (en) - Mizuchi (水蛇) est l’une des sept épées divines.
- Kitaro le repoussant (manga, anime) - un kōryū (synonyme de mizuchi) est l’un des adversaires.
- Omamori Himari (en) (manga, light novel, anime) – le personnage Shizuku est un mizuchi.
- Our Home’s Fox Deity. (en) - Une miko est possédée par un mizuchi.
- Samurai Deeper Kyo (manga) - Kyo aux yeux de démon utilise une attaque nommée « mizuchi » lorsqu’il combat à l’épée.
- Noragami (manga, anime) – le personnage de Nora est appelé Mizuchi par son père, il semble aussi pouvoir marcher sur l’eau.
- Le Voyage de Chihiro (anime, film) – le personnage de Haku ressemble à un Mizuchi, il est de plus l’esprit de la rivière.

(jeux vidéo)
- Mah-jong Fight Club (ja) (japonais : 麻雀格闘倶楽部) (jeu) – le joueur devient un kōryū (l’un des dragons véritables) lorsqu’il a rempli certaines conditions.
- Monster Hunter 2 (PS2) – un dragon ancien nommé Ōnazuchi est un mizuchi.
- NeoGeo Battle Coliseum (jeu) – un boss nommé Mizuchi, un clone de Orochi de The King of Fighters '97